# Катран китайський гостроносий
Катран китайський гостроносий (Squalus acutirostris) — акула з роду Катран родини Катранові. Інша назва «довгоносий катран».

## Опис
Загальна довжина досягає 60,7 cм. Голова помірно велика. Рострум витягнутий, загострений. Звідси походить назва цієї акули. Очі помірно великі. У нижній частині морди розташована паща. У неї є 5 пар зябрових щілин помірно довгих. Тулуб обтічної форми, довгий, стрункий. Грудні плавці великі. Має 2 довгих, трикутних спинних плавця з шипами. Шипи менше виражені на відміну від інших представників свого роду. Передній плавець більший за задній, розташований позаду грудних плавців, задній — ближче до хвостового плавця. Хвостовий плавець веслоподібний, гетероцеркальний (верхній плавець значно більший за нижній, останній слабко розвинений). Анальний плавець відсутній.
Забарвлення спини та боків сіро-коричневе. Черево має попелясто-білий колір. Задні крайки плавців мають напівпрозору облямівку.

## Спосіб життя
Тримається на глибині від 394 до 525 м. Доволі активний та швидкий хижак. Живиться дрібною костистою рибою, головоногими молюсками, креветками та іншими безхребетними.
Яйцеживородна акула. Процес парування та розмноження на тепер не достатньо вивчений.
Не є об'єктом промислового вилову. М'ясо їстівне, за випадкового вилову вживається в їжу та використовується для виробництва рибного борошна.

## Розповсюдження
Мешкає від Японських островів до Південно-Китайського моря.